# Remagne
Remagne is een dorp in Belgische provincie Luxemburg en een deelgemeente van Libramont-Chevigny. Remagne ligt zo'n 10 kilometer ten noordoosten van het centrum van Libramont. In de deelgemeente ligt ook het dorpje Rondu en de gehuchtjes Nimbermont en Chenet. Remagne ligt aan de Ourthe.

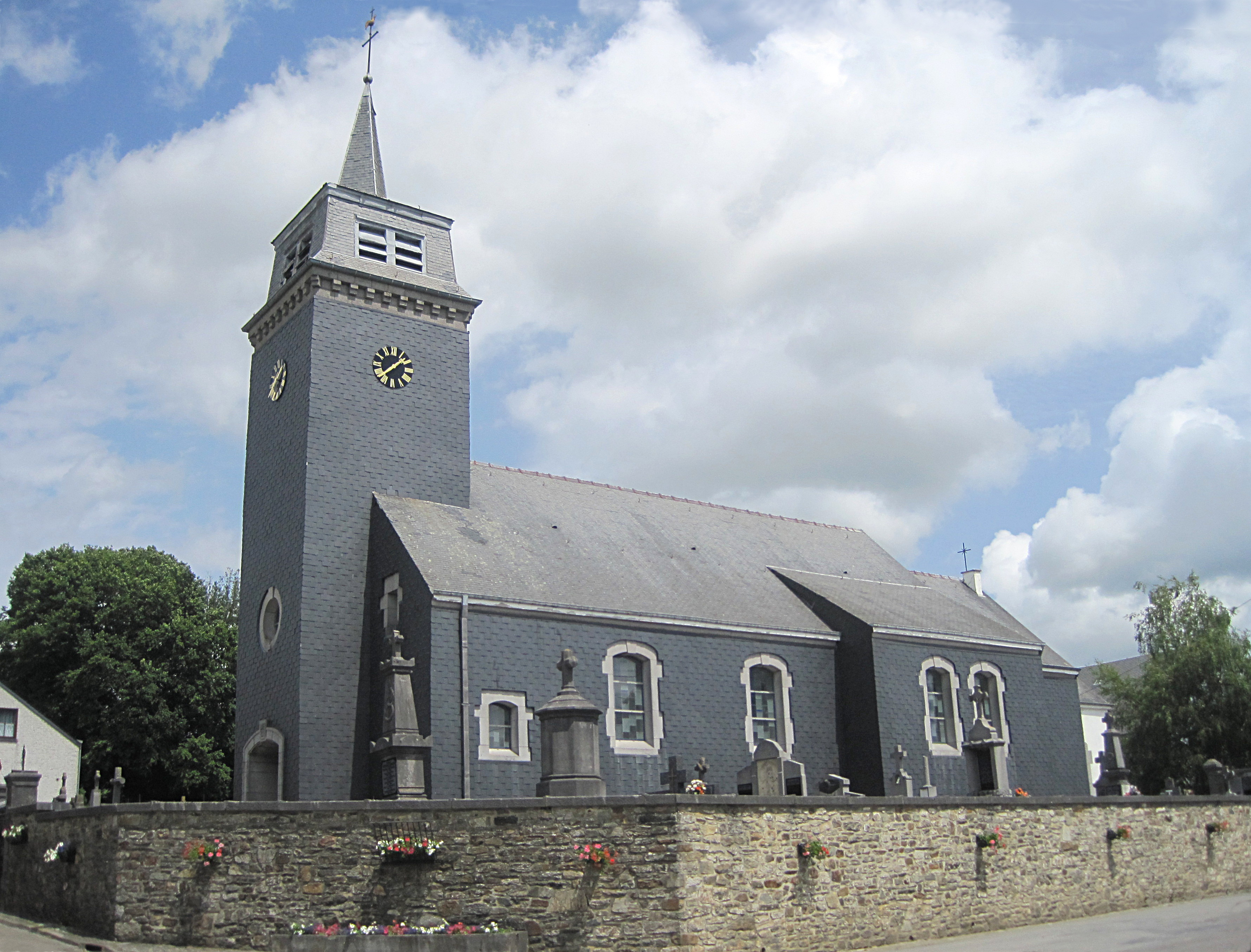
Église Saint-Pierre

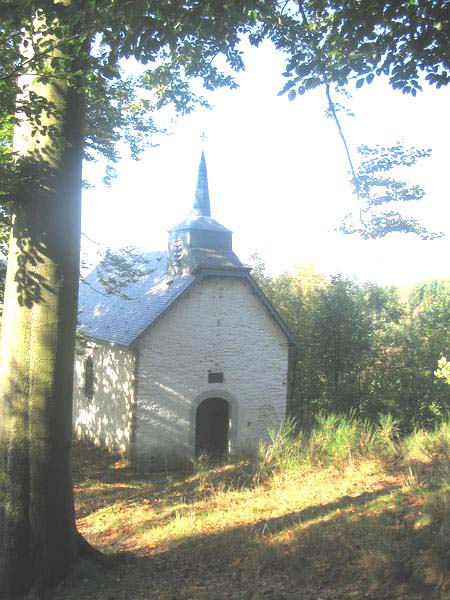
Onze-Lieve-Vrouwe van Lorethokapel

## Geschiedenis
Op het eind van ancien régime werd Remagne een gemeente. De aangrenzende gemeente Rondu werd in 1823 opgeheven en bij Remagne gevoegd. In 1977 werd Remagne een deelgemeente van Libramont-Chevigny.

## Demografische ontwikkeling
- Bronnen:NIS, Opm:1831 tot en met 1970=volkstellingen, 1976= inwoneraantal op 31 december

Deelgemeenten: Bras · Freux · Libramont · Moircy · Recogne · Remagne · Sainte-Marie-Chevigny · Saint-Pierre

Overige dorpen en gehuchten: Bernimont · Bonnerue · Bougnimont · Chenet · Flohimont · Jenneville · Lamouline · Laneuville · Neuvillers · Nimbermont · Ourt · Presseux · Renaumont · Rondu · Sberchamps · Séviscourt · Wideumont

Belgische gemeenten · Arrondissement Neufchâteau · Luxemburg · Wallonië